# Pocket Mortys
Pocket Mortys, également connu sous le nom de Rick et Morty : Pocket Mortys, est un jeu vidéo de rôle gratuit développé par Big Pixel Studios et Tag Games, et édité par Adult Swim Games. 
Le jeu est sorti dans le monde entier le 13 janvier 2016 pour les appareils iOS et Android. Le jeu est inspiré de la série télévisée Rick et Morty et les mécanismes servent de parodie de la franchise Pokémon. 
Deux séries de bandes dessinées dérivées, Pocket Mortys (2016) et Pocket Like You Stole It (2017), sont publiées par Oni Press.

## Description
Pocket Mortys repose sur le concept de chronologie multiple tel qu'introduit dans l'épisode 10 de la saison 1 de la série animée Rick et Morty. Le jeu utilise un style et un concept similaires aux jeux Pokémon, le joueur (Rick C-123) attrapant divers Mortys «sauvages», les faisant combattre contre ceux d'une variété d'autres «entraîneurs» sous la forme d'extraterrestres, de Ricks ou d'autres personnages de la série. Le jeu propose des doublages de Justin Roiland et Dan Harmon.

## Système de jeu
Pocket Mortys est un jeu à la troisième personne et se compose de trois écrans de base : un surmonde, dans lequel le joueur navigue dans le personnage principal ; un écran de combat à vue latérale ; et une interface de menu, dans laquelle le joueur configure ses Mortys, ses objets ou ses paramètres de jeu.
Le joueur peut utiliser ses Mortys pour combattre d'autres Mortys. Les Mortys "sauvages" sont visibles sur le monde extérieur et peuvent être combattus. Les combats "d'entraîneurs" sont également visibles et impliquent des combats contre leur groupe de jusqu'à cinq Mortys. Lorsque le joueur rencontre un Morty ou un entraîneur, l'écran passe à un écran de combat au tour par tour qui affiche les Mortys engagés. Pendant la bataille, le joueur peut sélectionner une action pour son Morty à utiliser dans le combat, utiliser un objet, échanger son Morty actif ou (contre les Mortys sauvages) tenter de fuir. 
Les Mortys ont des points de vie (HP). Lorsque les PV d'un Morty sont réduits à zéro, il est hébété et ne peut plus combattre jusqu'à ce qu'il soit réanimé. Une fois qu'un Morty ennemi s'évanouit, le Morty du joueur impliqué dans la bataille reçoit un certain nombre de points d'expérience (EXP). Après avoir accumulé suffisamment d'EXP, un Morty monte de niveau. Le niveau d'un Morty contrôle ses propriétés physiques, telles que les statistiques de combat acquises et les mouvements appris. Le joueur peut combiner deux Mortys du même type pour les faire évoluer ; ces évolutions affectent les statistiques et quels coups peuvent être appris. 
Attraper des Mortys sauvages est un autre élément essentiel du gameplay. Pendant la bataille avec un Morty sauvage, le joueur peut lui lancer une puce de manipulation. Si le Morty est attrapé avec succès, il deviendra la propriété du joueur,,.
Le but ultime du jeu est de rassembler et de mettre à niveau une équipe de Mortys pour se battre contre le conseil des Ricks, qui a pris le pistolet portail de Rick jusqu'à ce qu'il prouve qu'il est digne de le récupérer,.

## Série de comics
Deux séries de comics dérivées existent, Rick and Morty in: Pocket Mortys et Rick and Morty: Pocket Like You Stole It. Ils sont publiés par Oni Press, respectivement le 28 septembre 2016 et du 5 juillet au 22 novembre 2017,,.

## Accueil
Le jeu reçoit un accueil "généralement favorable", selon l'agrégateur de critiques Metacritic. 
PC Magazine donne au jeu une note de 3,5/5, et Patricia Hernandez de Kotaku déclare que le jeu est "brillant",. IGN n'est pas aussi favorable dans sa critique, donnant au jeu une note "médiocre" de 5,5 et déclarant que le jeu "manque de cohésion", étant finalement "peu de plus qu'une imitation de Pokémon". HardcoreGamer reflète cette opinion en attribuant au jeu une note de 2,5/5. 
Le succès commercial du jeu incite Adult Swim Games à acquérir Big Pixel Studios deux ans après la sortie, le 21 mai 2018.